# Marco Maganza
Marco Maganza (Gemona del Friuli, 11 gennaio 1991) è un cestista italiano.

## Biografia
Con un fisico ben strutturato, 205 centimetri per 111 chilogrammi, è un lungo con conoscenza del gioco, sa usare bene il corpo all'interno dell'area  ed è un elemento di squadra con impatto a rimbalzo sia in attacco sia in difesa.

## Carriera

### Club
Cresciuto nelle giovanili della Amici Pall. Udinese, dal 2007 al 2010 ha giocato tra le file della Snaidero per poi giocare per una stagione ciascuno al Basket Brescia, Pall. Trieste, Recanati, Olimpia Matera, A. Costa Imola e Falconara, tutte squadre della terza serie (sotto vari nomi, da Serie A Dilettanti a Divisione Nazionale A e DNA Silver). Tra il 2016 e il 2018 "sale" in Serie A2 con le maglie dell'Jesi Academy e della Scaligera Verona. Per tutta la stagione 2018-2019 rimane svincolato e inattivo a causa di un'operazione per la rimozione di un'ernia discale. Il 7 agosto viene ufficializzata la firma di un contratto mensile per il precampionato con la Dinamo Sassari, militante in Serie A, ma il 20 settembre non viene confermato e lascia la squadra sarda. Nel novembre successivo, trova un ingaggio nell'EBK Roma società di Serie A2.

### Nazionale
Nel 2007 ha fatto parte dell'Italia under 16 e nel 2009 dell'Italia under 18.